# Павлогорковка
Павлого́рковка (укр. Павлогірківка) — село в Кетрисановской сельской общине Кропивницкого района Кировоградской области Украины.
До 2020 года входило в Бобринецкий район
Население по переписи 2001 года составляло 433 человека. Почтовый индекс — 27224. Телефонный код — 5257. Занимает площадь 2,215 км². Код КОАТУУ — 3520886001.